# Cvet z juga
Chansons représentant la Slovénie au Concours Eurovision de la chanson
Mr. Nobody
(2006) Vrag naj vzame
(2008)
Cvet z juga (en slovène Fleur du sud) est la chanson représentant la Slovénie au Concours Eurovision de la chanson 2007. Elle est interprétée par Alenka Gotar.

## Sélection
La chanson représentant la Slovénie est choisie lors d'une émission de télévision Evrovizijska Melodija en trois parties diffusée sur Radiotelevizija Slovenija. Douze chansons sont en compétition dans chaque demi-finale et le télévote détermine sept finalistes. Quatorze chansons concourent lors de la finale où le gagnant est sélectionné au cours de deux tours de télévote. Au premier tour, deux chansons sont sélectionnées parmi les seize chansons en compétition pour passer à une superfinale, au cours de laquelle le vainqueur est déterminé.
Cvet z juga l'emporte avec 44 636 voix contre 31 324 voix pour Čudeži smehljaja interprété par Eva Černe.

## Eurovision

### Première demi-finale
La Slovénie participe d'abord à la demi-finale le jeudi 10 mai 2007. Le 12 mars 2007, un tirage au sort spécial a lieu pour déterminer l'ordre de passage de la demi-finale. En tant que l'un des cinq pays wildcard, la Slovénie choisit de se classer en 25e position de la soirée.
La chanson est la 25e de la soirée, suivant Love Power interprétée par KMG's pour la Belgique et précédant Shake It Up Şekerim interprétée par Kenan Doğulu pour le Turquie.
Alenka Gotar participe aux répétitions techniques les 4 et 6 mai, suivies des répétitions générales les 9 et 10 mai. Le spectacle slovène met en vedette Alenka Gotar dans une robe déchiquetée noire et blanche, rejointe par cinq choristes sur scène. Gotar tient également dans ses mains des lumières LED blanches, représentant la fleur blanche du sud, qui illumine son visage pendant la représentation. Les couleurs de la scène sont bleu néon et les écrans LED affichent un fond classique superposé par de grands symboles solaires. Les cinq choristes qui rejoignent Alenka Gotar sont Amira Hidić, le co-compositeur de Cvet z juga Andrej Babić, Martina Majerle, Polona Furlan et Rudi Bučar.
À la fin de la soirée, la Slovénie est annoncée comme ayant terminé dans le top dix et se qualifiant par la suite pour la grande finale. C'est la première fois que la Slovénie se qualifie pour la finale du Concours Eurovision de la chanson à partir d'une demi-finale depuis l'introduction des demi-finales en 2004. Il est révélé plus tard que la Slovénie s'est classée septième en demi-finale, recevant un total de 140 points.

#### Points attribués à la Slovénie
| 12 points                                                    | 10 points             | 8 points               | 7 points                                                    | 6 points                                                 |
| ------------------------------------------------------------ | --------------------- | ---------------------- | ----------------------------------------------------------- | -------------------------------------------------------- |
|                                                              | - Croatie             | - Andorre - Monténégro | - Espagne - Hongrie - Pologne - Portugal - Serbie - Ukraine | - Belgique - Biélorussie - Bosnie-Herzégovine - Pays-Bas |
| 5 points                                                     | 4 points              | 3 points               | 2 points                                                    | 1 point                                                  |
| - Bulgarie - Lettonie - Macédoine - Malte - Norvège - Russie | - Roumanie - Tchéquie | - Moldavie - Turquie   | - Autriche                                                  | - France - Irlande                                       |

### Finale
Le tirage au sort de l'ordre de passage pour la finale est effectué par les présentateurs lors de l'annonce des dix pays qualifiés lors de la demi-finale et la Slovénie est tirée au sort pour se classer en position 7.
La chanson est la septième de la soirée, suivant Mojot svet interprétée par Karolina Gočeva pour la Macédoine et précédant Unsubstantial blues interprétée par Magdi Rúzsa pour la Hongrie.
Alenka Gotar participe de nouveauvaux répétitions générales les 11 et 12 mai avant la finale. Gotar répète sa performance en demi-finale lors de la finale du 12 mai.
À la fin des votes, la chanson obtient 66 points et finit à la 15e sur 24 participants.

#### Points attribués à la Slovénie
| 12 points        | 10 points                                    | 8 points                      | 7 points                       | 6 points    |
| ---------------- | -------------------------------------------- | ----------------------------- | ------------------------------ | ----------- |
|                  |                                              | - Monténégro                  | - Bosnie-Herzégovine - Croatie | - Macédoine |
| 5 points         | 4 points                                     | 3 points                      | 2 points                       | 1 point     |
| - Malte - Serbie | - Biélorussie - Lettonie - Pologne - Ukraine | - Espagne - Portugal - Russie | - Belgique                     | - Lituanie  |